# کریستیانا کوک
کریستیانا هاموک کوک (به انگلیسی: Christina Hammock Koch) زاده ۲۹ ژانویهٔ ۱۹۷۹ ‏(۴۶ سال) یک مهندس و فضانورد کلاس ۲۰۱۳ ناسا اهل ایالات متحده آمریکا است.
او در ۱۹۷۹ میلادی در جکسنویل، کارولینای شمالی زاده شد؛ و مدرک لیسانس علوم مهندسی برق و فیزیک و کارشناسی ارشد مهندسی برق را از دانشگاه ایالتی کارولینای شمالی دریافت کرد.
او هنگام کار برای مرکز پرواز فضایی گدارد (GSFC) مطالعه پیشرفته‌ای انجام داد و درست قبل از اینکه فضانورد شود به عنوان رئیس ایستگاه ساموآی آمریکا برای ادارهٔ ملی اقیانوسی و جوی کار کرد.
در تاریخ ۱۴ مارس ۲۰۱۹، کوک به عنوان مهندس پرواز در اکسپدیشن ۵۹، ۶۰ و ۶۱ به ایستگاه فضایی بین‌المللی راه یافت. در ۱۸ اکتبر سال ۲۰۱۹، او و جسیکا میر اولین زنانی بودند که به عنوان یک تیم کامل زنان در بیرون ایستگاه بین‌المللی فضایی راهپیمایی کردند. این دو فضانورد هفت ساعت را در بیرون ایستگاه فضایی باتری‌های معیوب این ایستگاه را تعمیر و تعویض کردند.
در تاریخ ۲۸ دسامبر سال ۲۰۱۹، کوک رکورد طولانی‌ترین زمان پیوسته حضور در فضا توسط یک زن را شکست. کوک به مدت ۳۲۸ روز در ایستگاه بین‌المللی فضایی (ISS) بود و به این ترتیب رکورد قبلی اقامت در فضا را که پیش از این در اختیار پگی ویتسون دیگر فضانورد آمریکایی بود، شکست. رکورد اقامت کریستینا در فضا تنها ۱۲ روز کوتاهتر از رکوردی بود که اسکات کلی، فضانورد آمریکایی در سال ۲۰۱۶–۲۰۱۵ توانست به دست آورد. کریستینا کوک در ۱۴ مارس سال ۲۰۱۹ به ایستگاه بین‌المللی فضایی رفت و در ۶ فوریه ۲۰۲۰ از فضا بازگشت.